# Agamura persica
Agamura persica é uma espécie de lagartixa pertencente ao gênero Agamura, da família Gekkonidae. Essa espécie habita os desertos do Irão, Afeganistão e Paquistão. É caracterizada pelas patas finas que em inglês lhe renderam o apelido de "spider-gecko" (lagartixa-aranha).